# Kostel svatého Michaela archanděla (Michalovice)
Římskokatolický filiální kostel svatého Michaela archanděla v Michalovicích je sakrální stavba v příkré stráni nad Jizerou proti hradu uprostřed hřbitova v sousedství hospodářského dvora. Od roku 1967 je kostel chráněn jako kulturní památka.

## Historie
Původně raně gotický kostel by ve vrcholné gotice 14. století přestavěn a v roce 1893 Ludvíkem Láblerem v duchu novorománského a novogotického slohu.

## Architektura
Jedná se o obdélnou jednolodní stavbu z tesaných kvádrů se západní pseudorománskou hranolovou věží a čtvercovým raně gotickým presbytářem s nárožními gotickými opěráky. Na kostele se nachází profilované pseudorománské okénko. U tohoto okénka se autor přestavby nechal inspirovat oknem románského kostela v blízkém Vinci. Po severní straně je barokní sakristie ze 17. století.
Původní křížová žebrová klenba v presbytáři pochází ze druhé poloviny 13. století. Klínová žebra jsou nasazená na kruhové podpěry s naturalistními hlavicemi. Ze 13. století pochází i sanktuář a sedile. Triumfální oblouk, který odděluje presbytář od lodi, je pásový, hrotitý. Loď má plochý strop. Na severní straně je loď opatřená pseudorománským oknem, které je kopií okna presbytáře.

## Zařízení
Zařízení kostela je pseudoslohové. V kostele se však nachází umělecky hodnotný barokní krucifix a soška Panny Marie. Obojí pochází z období kolem roku 1730.

## Okolí kostela
Na silnici směrem do Bukova je socha sv. Donáta. Jedná se o poničené barokní dílo z roku 1780.